# Centropus senegalensis
Centropus senegalensis là một loài chim trong họ Cuculidae.

## Hình ảnh

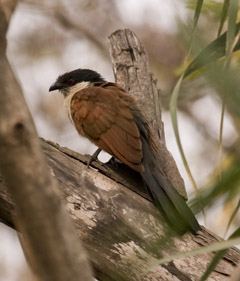
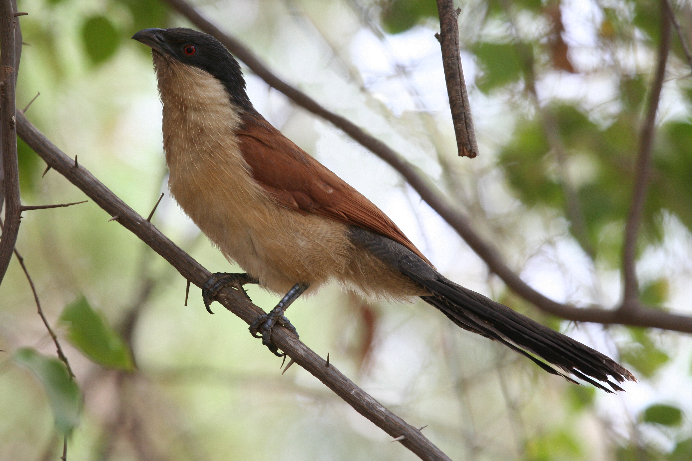
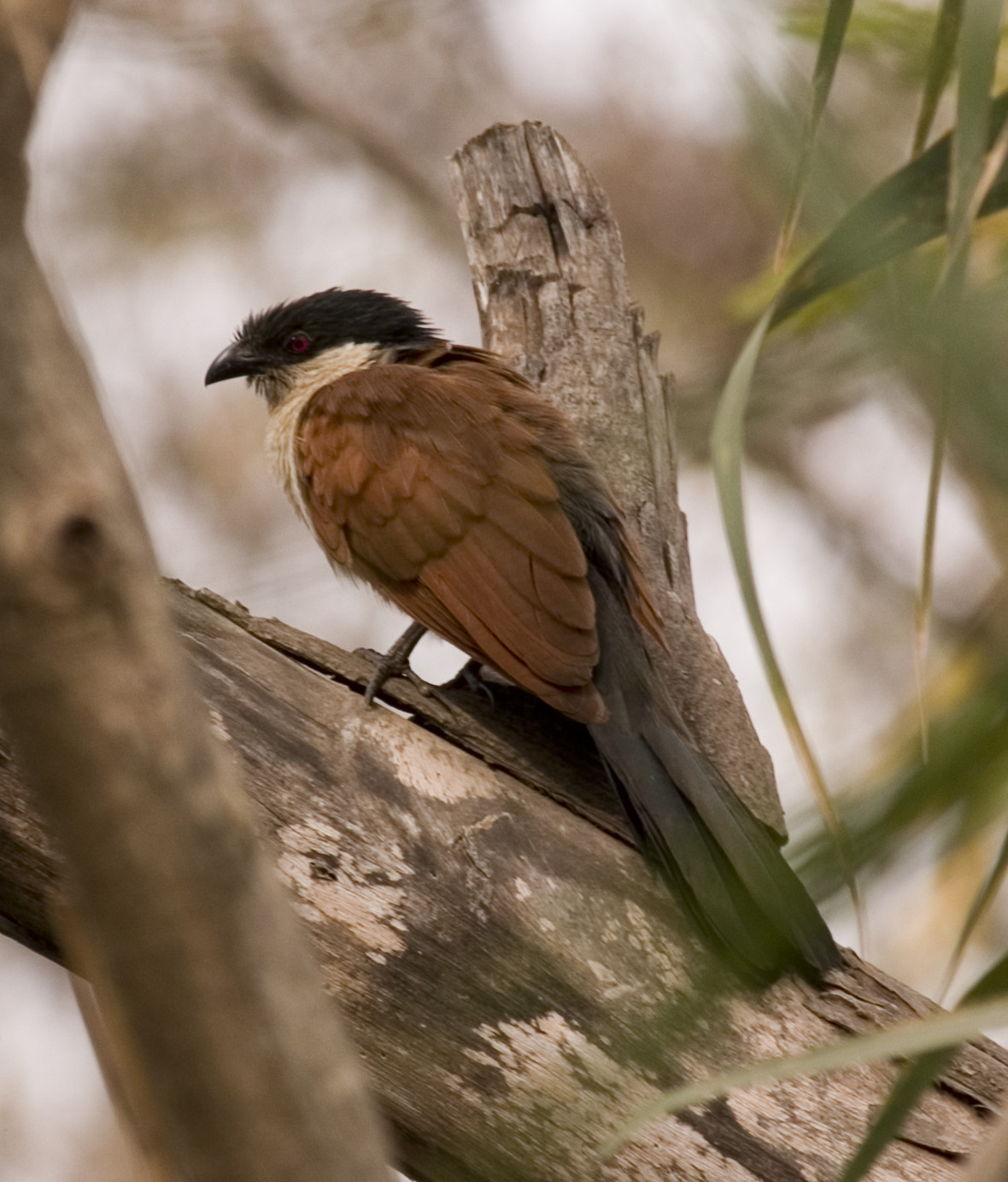